# 礼让镇
礼让镇，是中华人民共和国重庆市梁平区下辖的一个乡镇级行政单位。

## 行政区划
礼让镇下辖以下地区：
礼让街道社区、老营村、川西村、同河村、新拱村、河川村、玉石村、凤凰村、新华村和民中村。